# Mosquero
Mosquero és una població dels Estats Units i seu del comtat de Harding a l'estat de Nou Mèxic. Segons el cens del 2000 tenia 120 habitants.

## Demografia
Segons el cens del 2000, Mosquero tenia 120 habitants, 60 habitatges, i 33 famílies. La densitat de població era de 46,8 habitants per km².
Dels 60 habitatges en un 16,7% hi vivien nens de menys de 18 anys, en un 45% hi vivien parelles casades, en un 8,3% dones solteres, i en un 45% no eren unitats familiars. En el 41,7% dels habitatges hi vivien persones soles el 23,3% de les quals corresponia a persones de 65 anys o més que vivien soles. El nombre mitjà de persones vivint en cada habitatge era de 2 i el nombre mitjà de persones que vivien en cada família era de 2,76.
Per edats la població es repartia de la següent manera: un 17,5% tenia menys de 18 anys, un 4,2% entre 18 i 24, un 20% entre 25 i 44, un 31,7% de 45 a 60 i un 26,7% 65 anys o més.
L'edat mediana era de 51 anys. Per cada 100 dones de 18 o més anys hi havia 110,6 homes.
La renda mediana per habitatge era de 25.000 $ i la renda mediana per família de 32.917 $. Els homes tenien una renda mediana de 19.167 $ mentre que les dones 16.250 $. La renda per capita de la població era d'11.915 $. Aproximadament el 14,6% de les famílies i el 21,6% de la població estaven per davall del llindar de pobresa.

## Poblacions més properes
El següent diagrama mostra les poblacions més properes.